# Hazel Green (Alabama)
Hazel Green – jednostka osadnicza w Stanach Zjednoczonych, w stanie Alabama, w hrabstwie Madison.